# Lamprotornis superbus
Lamprotornis superbus, comummente conhecido como estorninho-soberbo, é uma espécie de ave africana, da família dos estorninhos.

## Etimologia
Quanto ao nome científico desta espécie:
- O nome genérico, Lamprotornis, provém da aglutinação dos étimos gregos antigos, λαμπρός (lampros), que significa «brilhante; garrido; resplandescente»[4] e ὄρνις (ornis), que significa «pássaro»,[5] por alusão à coloração garrida das aves deste género.[6]

- O epíteto específico, superbus, provém do latim, sŭperbus, e significa «soberbo; ilustre; belo».[7]

## Distribuição
É endémico do Nordeste do continente africano, marcando presença em vários territórios do Norte da Etiópia e Somália, da costa do Uganda, do Sul da Tanzânia e do Oeste do Sudão.
Marca presença tanto em savanas, como em espaços mais suburbanos e urbanos de muitas cidades.

## Descrição

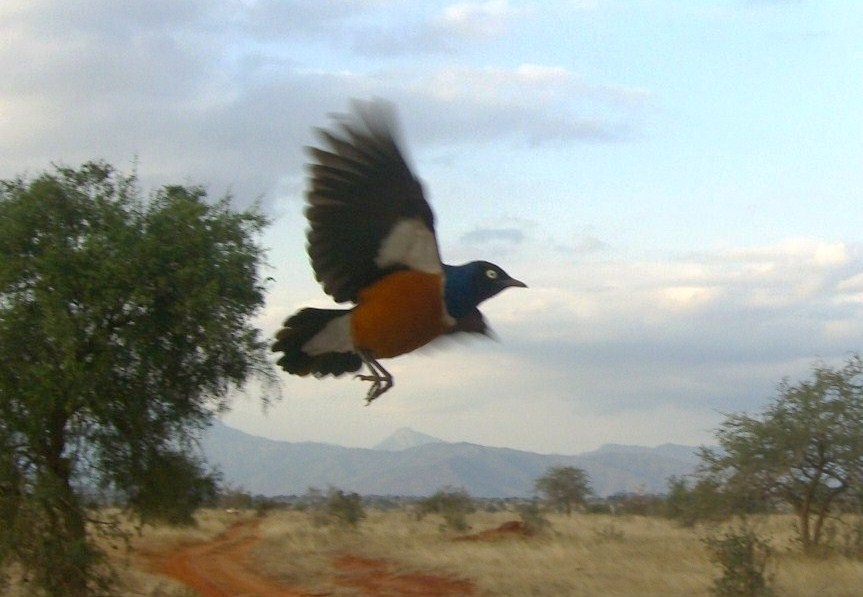
Espécime em voo, fotografado em Taita-Hills, Quénia

A plumagem desta ave matiza-se em cinco cores: negro na cabeça; azul-esverdeado no dorso e garganta; azul-metálico nas asas; laranja arruivado no ventre; e branco, num linha que separa a garganta do ventre, sob as asas e as penas da cauda. Conta com um bico e pernas negras e com uma iris branca.
Um espécime adulto mede cerca de 18 centímetros.

## Alimentação
O estoninho-soberbo é uma espécie insectívora, nutrindo-se mormente de térmitas, moscas, formigas, gafanhotos, larvas de lepidópteros e de coleópteros.
Os estorninhos-soberbos aglomerando-se em pequenos bandos para procurar estes insectos junto ao chão. Também se nutrem de frutos, bagas e do néctar de certas flores.
Em ambientes urbanos, esta espécie também consome os restos alimentares deixados pela presença humana.